# Хомин Микола Лук'янович
Микола Лук'янович Хомин (нар. 16 вересня 1974, Івано-Франківськ, УРСР) — український футболіст, воротар.

## Життєпис
Вихованець івано-франківського футболу. Перший тренер — Блашків. З 1993 року грав у команді «Калуш» спочатку на аматорському рівні, потім — у другій лізі чемпіонату України. У 1998 році притягувався до матчів головної команди області — «Прикарпаття», з якою у «Калуша» були взаємини фарм-клубів. 26 травня 1998 року в складі івано-франківців в матчі проти «Кривбасу» (1:2) дебютував у вищій лізі чемпіонату України.
У 1999 році перейшов у бурштинський «Енергетик». У цій команді Хомин (з перервою в один рік) грав до кінця професійної кар'єри в 2011 році. У футболці «Енергетика» провів на полі більше 220 матчів, ставши рекордсменом команди за кількістю зіграних поєдинків серед воротарів. Ставав призером другої ліги, володарем Кубка Підгір'я, визнавався найкращим воротарем цього турніру.
У 2012 році став гравцем аматорської команди «Славія» (Отинія). Пізніше в цій команді став граючим тренером. Після розформування команди в 2014 році став гравцем «Миколаєва» з Львівської області. З 2015 по 2017 рік виступав у чемпіонаті Івано-франківської області за ФК «Галичина» (Івано-Франківськ) та «Гал-Вапно» (Галич). У 2017 році виступав за жукотинський «Метеор» у чемпіонаті Коломийського району.

## Досягнення
«Енергетик»
- Друга ліга чемпіонату України (група «А»)
  -  Срібний призер (2): 2002/03, 2004/05
  -  Бронзовий призер (1): 1999/00

- Кубок Підгір'я
  -  Володар (2): 2000, 2001[1]